# Ангарские пруды
Ангарские пруды — парк, расположенный в Северном административном округе города Москвы на территории района Дмитровский. Также его иногда называют «Парк по Ангарской улице» или «Ангарский парк».
Занимает площадь 38 га. До 2012 года парк состоял из трёх частей: парк «Коровинский», парк «Дмитровский» (яблоневый сад) и парк «ВИСХОМ», каждая из частей принадлежала отдельным организациям, после этого зону отдыха объединили в одну административную территорию.
В 2015 году парк передали в административное управление ПКиО «Лианозовский».

## Расположение
Природная зона «Ангарские пруды» расположена между Коровинским шоссе, Ангарской ул., ул. Софьи Ковалевской, ул. Восьмисотлетия Москвы и Проектируемым проездом № 4599.

## История

Большой Ангарский пруд и Храм Матроны Московской в июле 2020 года

Верховые пруды на истоке ручья Спирков вражек (с 1960-х годов протекает в закрытом русле; длина 4,2 км), левого притока реки Лихоборки, сохранившиеся при застройке многоводного района. По рядом проходящей Ангарской улице, названы Большим и Малым Ангарскими прудами, по местности в народе раньше назывались Коровинскими. Большой пруд расположен севернее, площадь 3,6 га, малого — 1,3 га. Ручей начинался севернее прудов близ улиц Ангарская и Софьи Ковалевской, протекал через эти пруды и Дегунинский пруд у пл. «Моссельмаш». Названия Спирков Вражек, Спиркин овраг происходят от антропонима — уменьшительной формы имени Спиридон.
В 1930-х годах с переводом на Дмитровское шоссе Всесоюзного института сельскохозяйственного машиностроения (ВИСХОМ) при нём был организован совхоз, высажены плодовые сады. Когда в 1960 году эта местность вошла в состав Москвы, ручей Спирков Вражек, соединявший Большой и Малый Ангарские пруды, был заключен в подземный коллектор.
В 1977 году проведена капитальная реконструкция прудов, по берегам возведены бетонные плиты, некоторые отдельные части Малого Ангарского пруда были засыпаны, территорию вокруг прудов засадили деревьями.
Опытный сад ВИСХОМ просуществовал до начала 1990-х годов, а в конце 1990-х, его открыли для прогулок, и он получил название парк «Дмитровский» (Яблоневый сад).
В 1996 году проведён капитальный ремонт прудов, водоёмы осушили, очистили, возвели более крутые, чем были до этого, берега из бетонных плит, после чего пруды приобрели привлекательный вид.
В 2008 году началась капитальная реконструкция природной зоны, убран забор, отделявший яблоневый сад от Ангарских прудов, построены многочисленные детские и спортивные площадки, зона детских аттракционов, зелёный театр, а также живописные аллеи.
Вся территория зоны отдыха «Ангарские пруды» была ограждена металлическим забором.
В апреле — августе 2012 года произведена капитальная реконструкция прудов. В ходе реконструкции водоёмы осушили, дно усыпали песком, заново построили систему водообеспечения, возвели грунтовые берега. На большом Ангарском пруду, построены два живописно оформленных острова. Между Большим и Малым Ангарскими прудами образовали ручей, который имитирует ручей Спирков Вражек, в пойме которого до 1960-х годов находились пруды. Проект благоустройства также предусматривает купальную зону и лодочную станцию.
В декабре 2012 года в южной зоне парка построили открытый каток с искусственным льдом.
С октября 2012 по июнь 2013 года в парке прошёл второй этап реконструкции, в рамках которого произведена реконструкция с частичной заменой дорожной сети с учётом транзитного характера парка. Построено две новых детских площадки, теннисный корт, скейтпарк, волейбольная и футбольная площадки, установлены столы для настольного тенниса, оборудована новая спортивно-атлетическая площадка. По периметру парка организована велодорожка длиной 3 км.

В 2021 году в парке реконструирован амфитеатр со сценой, где летом устраивают кинопоказы. 

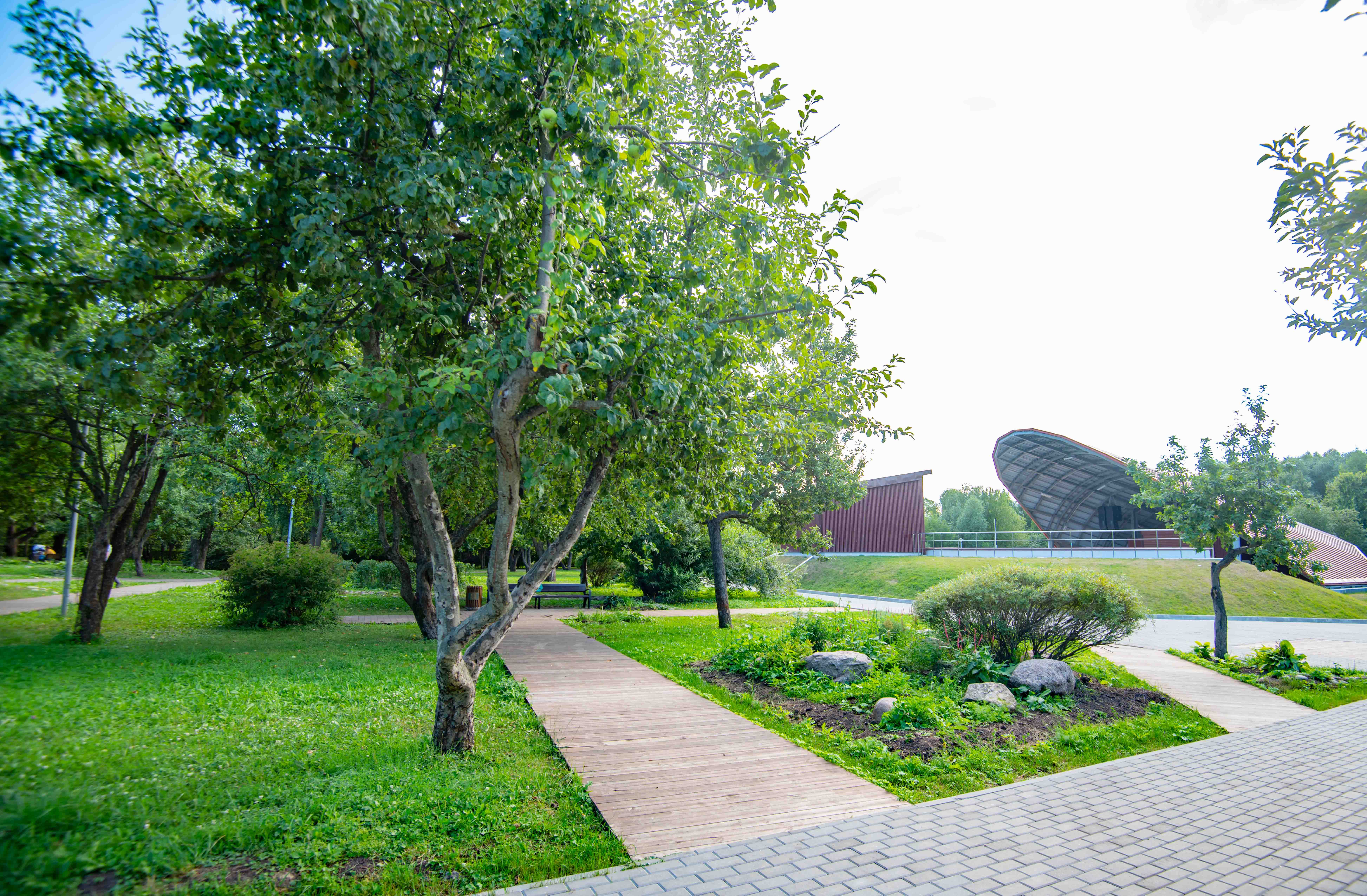
Прогулочные дорожки
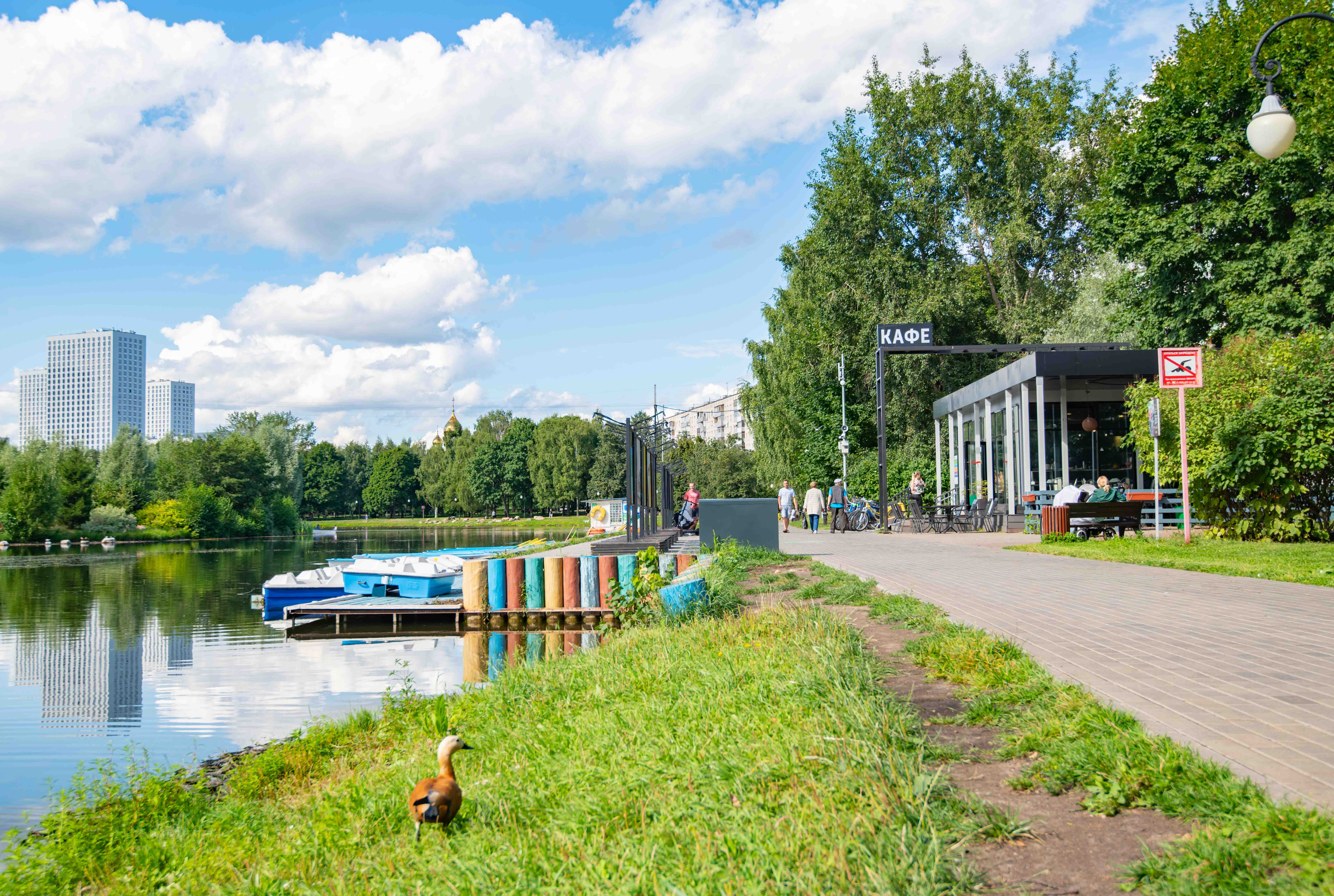
Набережная Большого Ангарского пруда
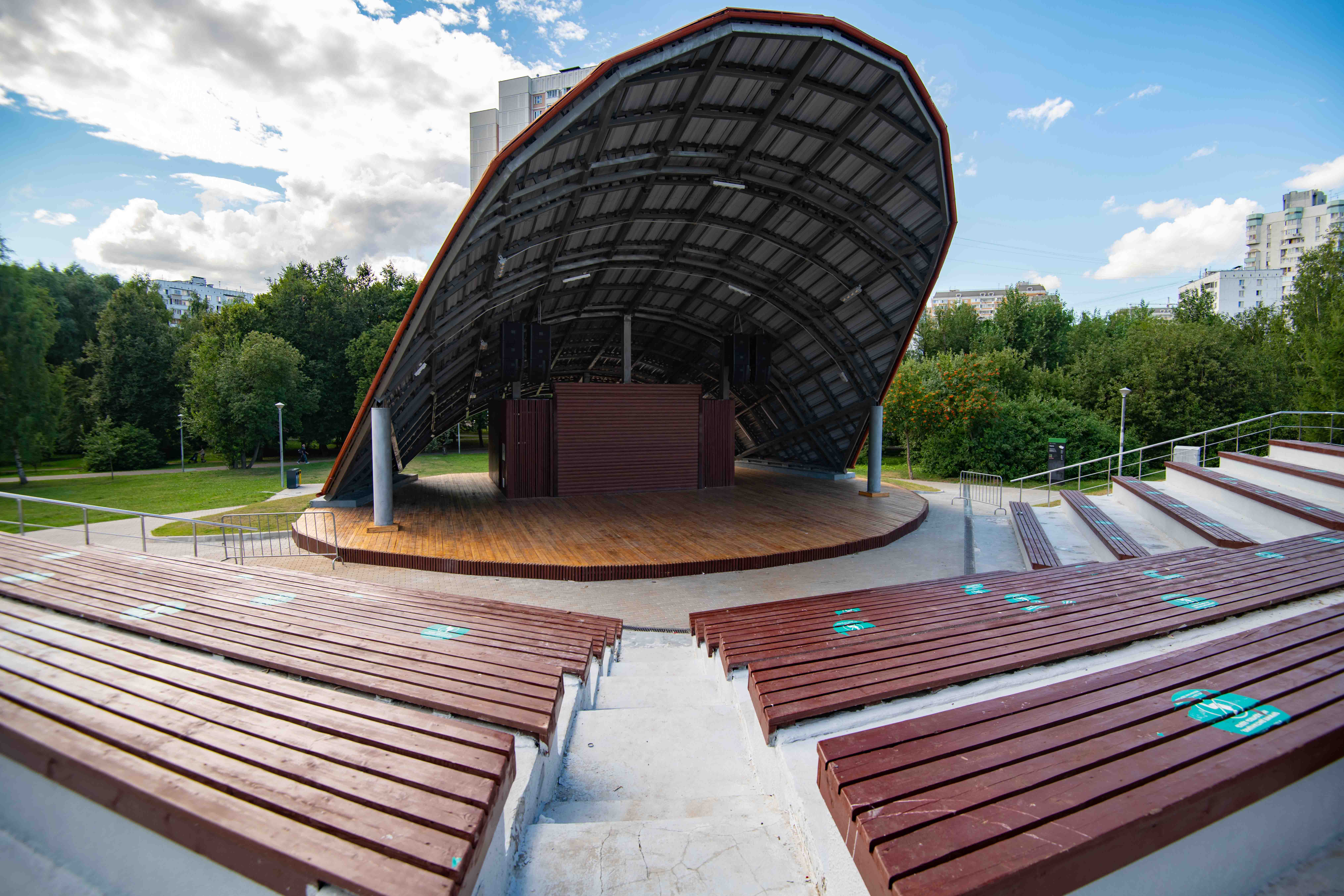
Амфитеатр
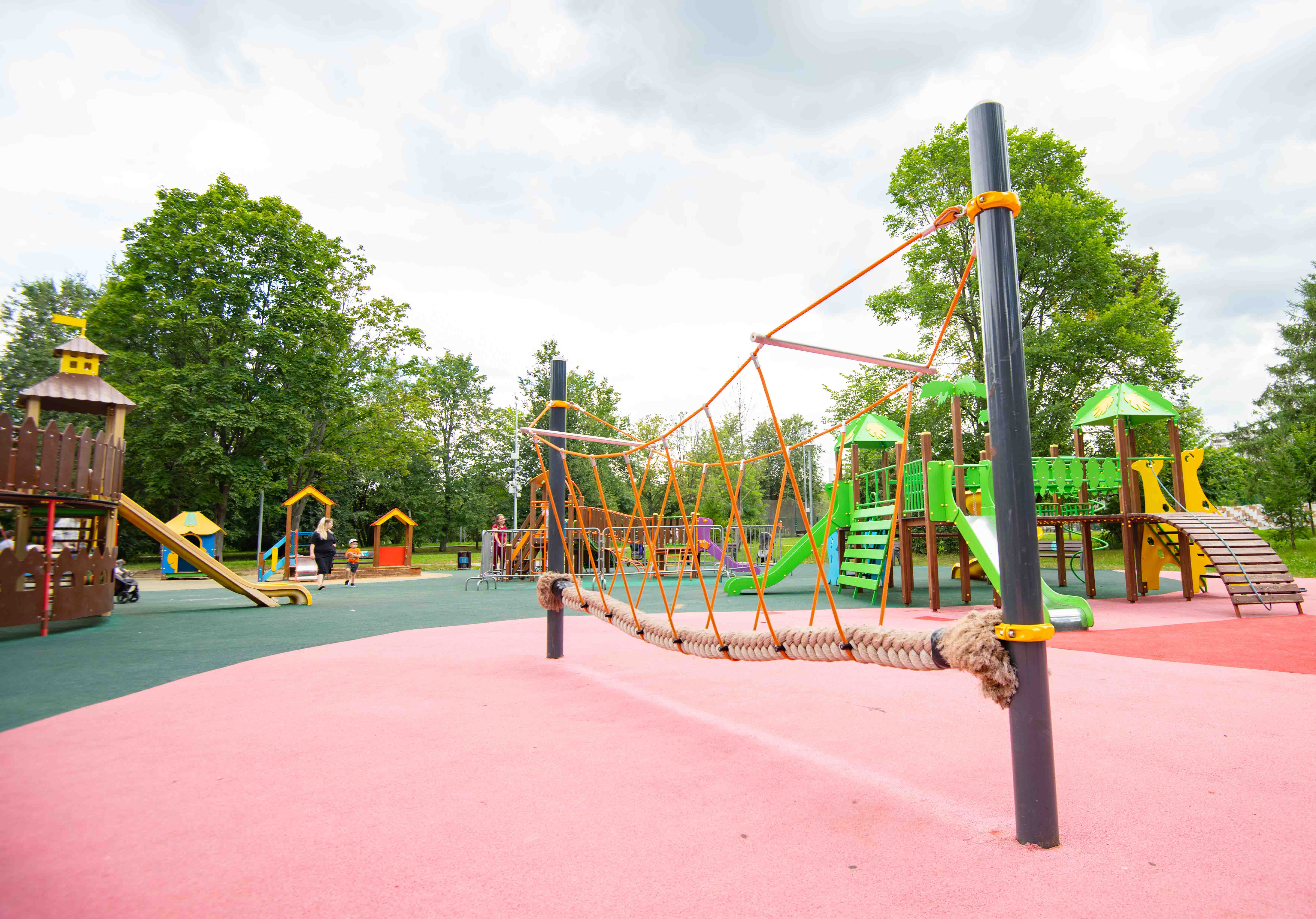
Детская площадка
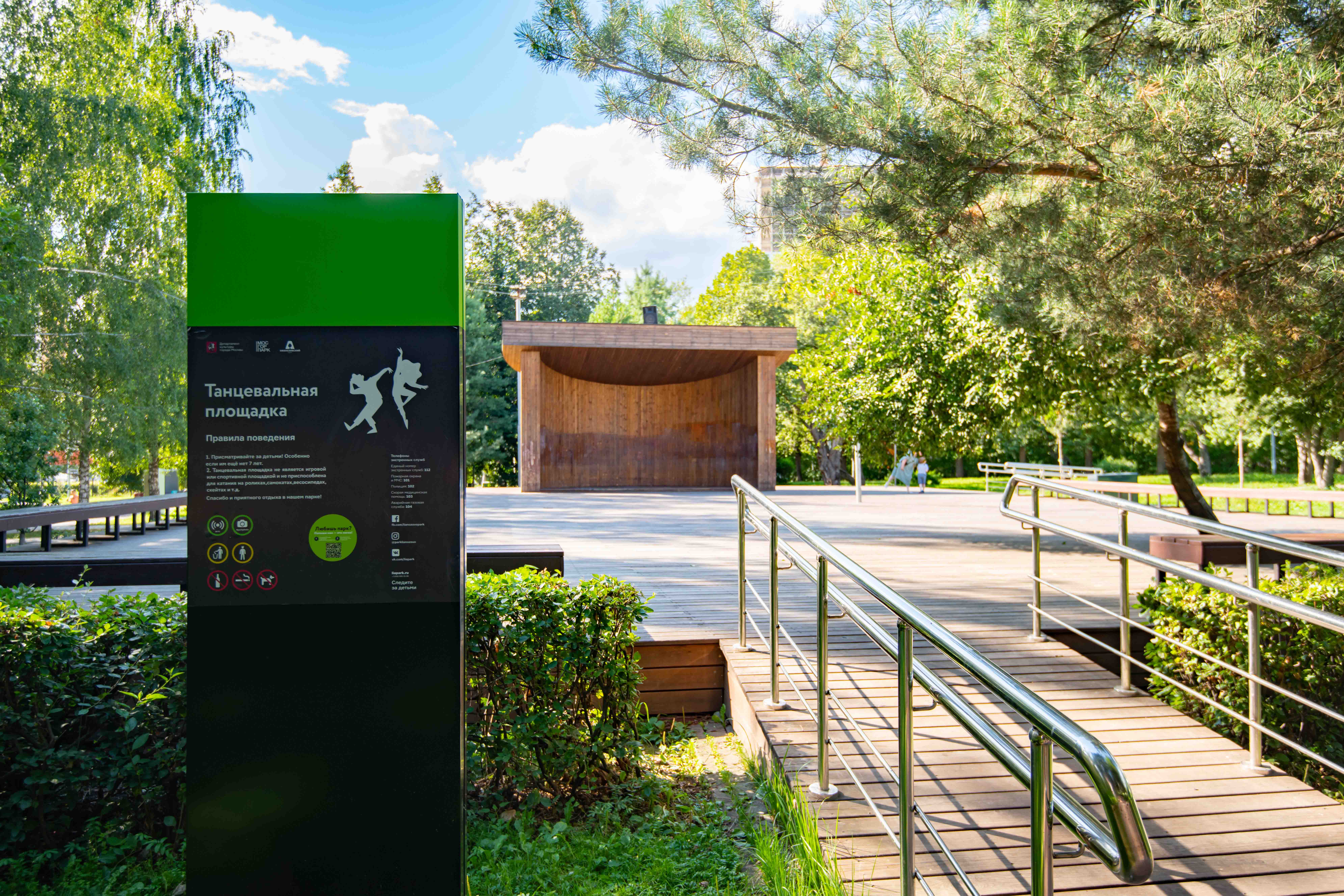
Танцевальная площадка

## Проблемы парка
В 2013 году в рамках реконструкции на территории парка оборудовали несколько мест для приготовления шашлыка. После многочисленных жалоб на дым и запах летом 2016 года были демонтированы беседки на местах, ранее предназначенных для приготовления шашлыка.
С 2014 года в парке не функционирует ручей между прудами, а  фонтан, расположенный в пойме Малого Ангарского пруда, за всё время ни разу не включали, даже после реконструкции.
В 2023 году часть парка юридически вывели из состава парка для дальнейшей постройки жилого комплекса. В мае 2023 года жители района создали движение «Спасём Ангарские Пруды» и начали сбор подписей против застройки части парка. Им удалось отстоять три участка — их отдали под комплексное развитие с запретом на строительство.

## Объекты на территории парка

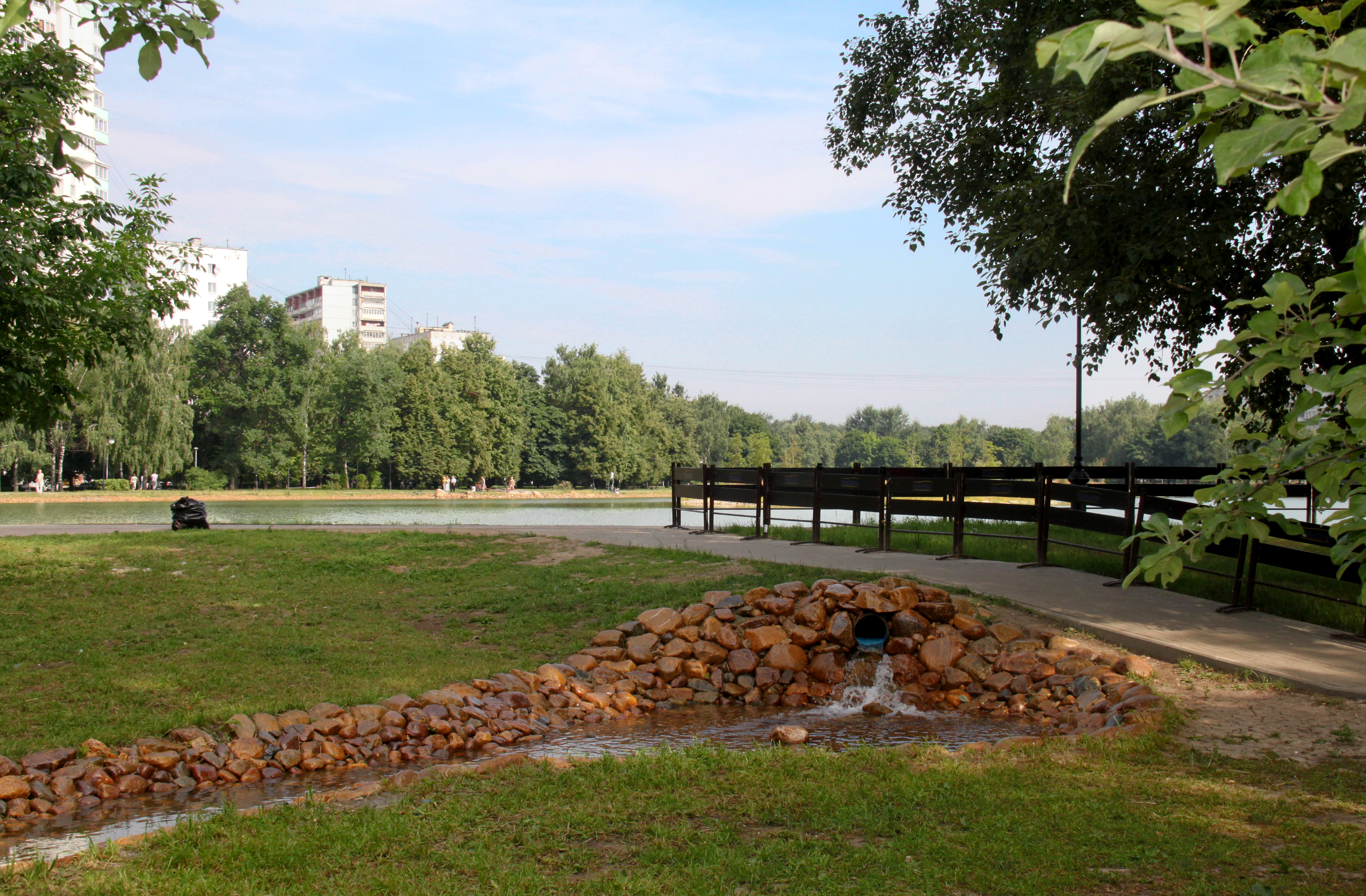
Ручей «Спирков вражек», протекающий от Большого к Малому Ангарскому пруду

- Детская конно-спортивная школа «Добрый пони» (закрыт).
- BMX-велодром «Ангарский». Велодром построен в 2004 году, находится на балансе специализированной детско-юношеской школы олимпийского резерва «Нагорная».
- Детские аттракционы.
- Семейное кафе «Домовёнок Кузя»
- Зелёный театр.
- Пять детских площадок.
- Спортивно-атлетическая площадка.
- Теннисный корт.
- Волейбольная площадка.
- Баскетбольная площадка.
- Площадка для игры в настольный теннис.
- Велодорожка по периметру парка. Протяженность 3 км.
- Детская спортивная площадка.
- Лодочная станция на Большом Ангарском пруду.
- Лыжная трасса (в зимний период)

## Водоёмы
- Большой Ангарский пруд — площадь 3,6 га, расположен между Ангарской ул. и ул. Софьи Ковалевской.
- Малый Ангарский пруд — площадь 1,3 га, расположен вдоль Коровинского ш.
- Ручей Спирков Вражек — длина 400 м, расположен между Большим и Малым Ангарскими прудами.

## Природа
В парке растут липы, ясени, дубы, берёзы, тополя, клёны, каштаны, рябина, ивы, груша, туя, вяз.
Значительная часть парка засажена яблонями различных пород.
В парке расположена 320 метровая аллея лиственницы.
В парке обитают грачи, утки (кряквы и огари), чайки, воробьи, голуби, соловьи.

## Транспорт
До парка можно добраться следующими маршрутами:
- Автобус № 92 от станции метро  Алтуфьево до остановки «Храм Матроны Московской» и от платформы Моссельмаш до остановки «Талдомская улица».
- Автобус № 270 от станции метро  Речной вокзал до остановки «Ангарская улица».
- Автобусы № 114, 194, 215 от станции метро  Петровско-Разумовская до остановки «Талдомская улица».
- Автобусы № 191, 215к, 591, 656, 672 от станции метро  Селигерская до остановки «Талдомская улица».
- Автобусы № 114, 591 от станции метро  Войковская до остановки «Талдомская улица».
- Автобус № т56 от станции метро  Белорусская до остановки «Талдомская улица».
- Автобус № 191 от станции Ховрино Октябрьской железной дороги до остановки «Ангарская улица».
- Автобус № 748 от станции Бескудниково Савёловского направления до остановки «улица Софьи Ковалевской» и от станции Ховрино до остановки «Талдомская улица».
- Автобус № 284 от станции метро  Речной вокзал до остановки «Талдомская улица» и от станции метро  Алтуфьево до остановки «Телеателье».
- Автобус № 499 от станции Бескудниково Савёловского направления до остановки «улица Софьи Ковалевской».

Малый Ангарский пруд до реконструкции. Фото около 2011 года

## Острова

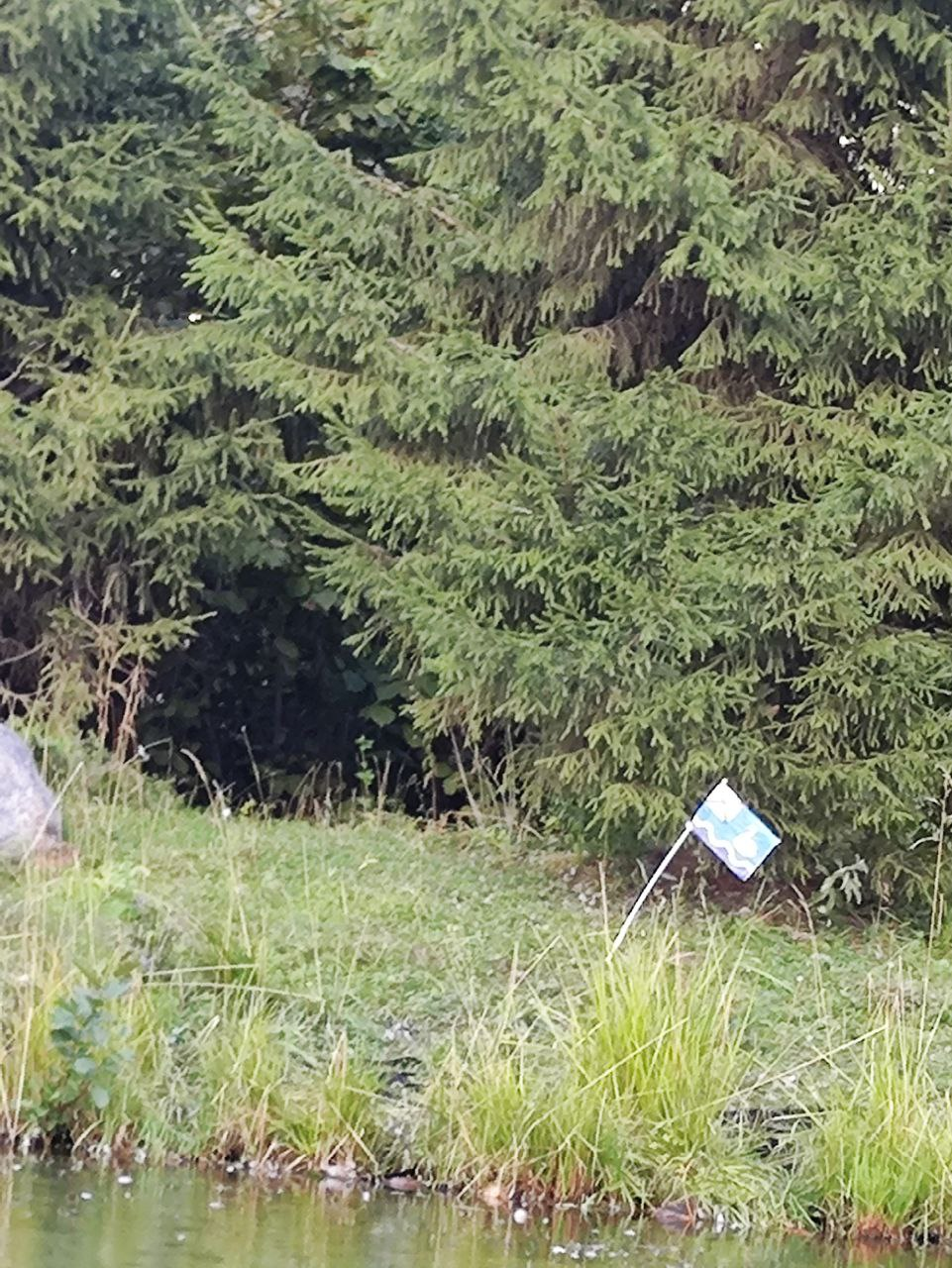
флаг на острове в Большом пруду

В большом водоеме парка есть два искусственных острова, также посередине Большого Ангарского пруда есть плавающий утиный домик. 
На малом острове есть искусственный аист.